# Экспозиция (литературоведение)
Экспозиция (лат. expositio — выставление напоказ, изложение) в литературоведении и фольклористике — часть произведения, предшествующая началу развёртывания единиц структуры произведения, в частности, часть произведения в драме, эпосе, лирике, которая предшествует началу сюжета. В экспозиции следует расстановка действующих лиц, складываются обстоятельства, показываются причины, которые «запускают» сюжетный конфликт. Экспозиция может следовать как перед завязкой, так и после. В фольклористике также — часть кумулятивного произведения, предшествующая началу развёртывания элементов кумуляции.
Экспозиция — ввод в действие, короткий рассказ о событиях, предшествующих возникновению конфликта, экспозиция перерастает в завязку.
Экспозиция может вводить в повествование сведения о действующих лицах вне непосредственной связи с изображаемыми событиями. Некоторые специалисты различают:
- Форгешихте — сведения о том, что было до начала изображаемых событий.
- Цвишенгешихте — сведения о том, что было между изображаемыми событиями.
- Нахгешихте — сведения о том, что было после изображаемых событий[2].